# Alessandro Bausi
Alessandro Bausi (nacido en 1963 en Florencia, Italia) es un filólogo italiano especializado en textos y manuscritos etiópicos.

## Carrera e investigación
Bausi obtuvo su doctorado en 1992 en la Universidad de Nápoles "L'Orientale". Anteriormente fue Profesor Asistente (1995) y Profesor Asociado (2002) de Lengua y Literatura Etiópica en la Universidad de Nápoles "L'Orientale". Desde 2009 es Profesor de Estudios Etíopes en el Instituto de Asia y África y Director del Centro Hiob Ludolf en la Universidad de Hamburgo. Es considerado uno de los principales expertos en su campo y es editor de la revista Aethiopica: International Journal of Ethiopian and Eritrean Studies y de la serie Aethiopistische Forschungen.
Ha editado diversas obras, incluyendo la Encyclopaedia Aethiopica (2010–2014), y es presidente del programa de colaboración Comparative Oriental Manuscript Studies (financiado por la Fundación Europea para la Ciencia, 2009–2014). También ha dirigido el proyecto financiado por el Consejo Europeo de Investigación (ERC) "TraCES: From Translation to Creation: Changes in Ethiopic Style and Lexicon from Late Antiquity to the Middle Ages" (2014–2019) y el proyecto a largo plazo de la Academia de Ciencias y Humanidades de Hamburgo "Die Schriftkultur des christlichen Äthiopiens und Eritreas: Eine multimediale Forschungsumgebung" (2016–2040).
También ha sido uno de los miembros principales del proyecto Ethio-SPaRe (2009–2015).
Es miembro del Centro para el Estudio de las Culturas Manuscritas de la Universidad de Hamburgo y consultor en estudios etiópicos para diversas series y revistas. Ha publicado extensamente sobre estudios etíopes y sobre manuscritos.
Su actual empleador es la Universidad de Roma La Sapienza.

## Monografías
- Bausi, A. 1992a. Il Sēnodos etiopico: edizione critica e traduzione dei testi pseudoapostolici inediti Tesi di Dottorato, Napoli: Istituto Universitario Orientale (1992).
- Bausi, A. 1992b. ቀሌምንጦስ፡ Il Qalēmenṭos etiopico. La rivelazione di Pietro a Clemente. I libri 3-7. Traduzione e introduzione, Studi Africanistici, Serie Etiopica, 2 (Napoli: IUO, Dipartimento di Studi e Ricerche su Africa e Paesi Arabi, 1992).
- Bausi, A. 1995c. Il Sēnodos etiopico. Canoni pseudoapostolici: Canoni dopo l’Ascensione, Canoni di Simone il Cananeo, Canoni Apostolici, Lettera di Pietro, Corpus Scriptorum Christianorum Orientalium, 552, 553, Scriptores Aethiopici, 101, 102 (Lovanii: Peeters, 1995).
- Bausi, A. 2002. La versione etiopica degli Acta Phileae nel Gadla samāʿtāt, Annali dell’Istituto Universitario Orientale. Supplemento, 92 (Napoli: Istituto Universitario Orientale, 2002).
- Bausi, A. 2003. La «Vita» e i «Miracoli» di Libānos, ed. A. Bausi, Corpus Scriptorum Christianorum Orientalium, 595, Scriptores Aethiopici, 105 (Lovanii: In aedibus Peeters, 2003).
- Bausi, A. 2012. Languages and Cultures of Eastern Christianity: Ethiopian, ed. A. Bausi, The Worlds of Eastern Christianity, 300–1500, 4 (Farnham–Burlington, VT: Ashgate, 2012).
- Bausi, A., P. G. Borbone, F. Briquel-Chatonnet, P. Buzi, J. Gippert, C. Macé, M. Maniaci, Z. Melissakis, L. E. Parodi, W. Witakowski, y E. Sokolinski 2015. Comparative Oriental Manuscript Studies: An Introduction, eds A. Bausi, P. G. Borbone, F. Briquel-Chatonnet, P. Buzi, J. Gippert, C. Macé, M. Maniaci, Z. Melissakis, L. E. Parodi, W. Witakowski, y E. Sokolinski (Hamburg: COMSt, 2015).
- Bausi, A., A. Brita, A. Manzo, C. Baffioni, y E. Francesca, eds, 2012. Aethiopica et Orientalia. Studi in onore di Yaqob Beyene, Studi Africanistici, Serie Etiopica, 9 (Napoli: Università degli Studi di Napoli “L’Orientale”, Dipartimento Asia, Africa e Mediterraneo, 2012).
- Bausi, A., C. Brockmann, M. Friedrich, y S. Kienitz, eds, 2018. Manuscripts and Archives: Comparative Views on Record-Keeping, Studies in Manuscript Cultures, 11 (Berlin and Boston: De Gruyter, 2018).
- Bausi, A., G. Dore, y I. Taddia, eds, 2001. Materiale antropologico e storico sul «rim» in Etiopia ed Eritrea. Anthropological and Historical Documents on «Rim» in Ethiopia and Eritrea, Il Politico e La Memoria (Torino: L’Harmattan Italia, 2001).
- Bausi, A. y A. Gori 2006. Tradizioni orientali del «Martirio di Areta». La prima recensione araba e la versione etiopica: edizione critica e traduzione, Quaderni di Semitistica, 27 (Florencia: Dipartimento di Linguistica – Università di Firenze, 2006).
- Bausi, A., A. Gori, y G. Lusini 2014. Linguistic, Oriental and Ethiopian Studies in Memory of Paolo Marrassini, eds A. Bausi, A. Gori, y G. Lusini (Wiesbaden: Harrassowitz Verlag, 2014).
- Bausi, A., A. Gori, D. Nosnitsin, y E. Sokolinski 2015. Essays in Ethiopian Manuscript Studies: Proceedings of the International Conference Manuscripts and Texts, Languages and Contexts: the Transmission of Knowledge in the Horn of Africa, Hamburg, 17–19 July 2014, eds A. Bausi, A. Gori, D. Nosnitsin, y E. Sokolinski, Supplement to Aethiopica, 4 (Wiesbaden: Harrassowitz Verlag, 2015).
- Bausi, A. y E. Sokolinski, eds, 2016. 150 Years after Dillmann’s Lexicon: Perspectives and Challenges of Gǝʿǝz Studies, Supplement to Aethiopica, 5 (Wiesbaden: Harrassowitz Verlag, 2016).
- Bausi, A. y M. Tosco, eds, 1997. Afroasiatica Neapolitana. Contributi presentati all’8° Incontro di Linguistica Afroasiatica (Camito-Semitica), Napoli 25-26 Gennaio 1996 / Papers from the 8th Italian Meeting of Afroasiatic (Hamito-Semitic) Linguistics, Naples, January 25–26, 1996, Studi africanistici, Serie Etiopica, 6 (Napoli: IUO, Dipartimento di Studi e Ricerche su Africa e Paesi Arabi, 1997).
- Bausi, A. y S. Uhlig, eds, 2014. Encyclopaedia Aethiopica, V (Wiesbaden: Harrassowitz, 2014).
- Buzi, P. 2014. Coptic manuscripts 7. The manuscripts of the Staatsbibliothek zu Berlin Preußischer Kulturbeistz: Part 4, Homiletic and liturgical manuscripts from the White Monastery. With two documents from Thebes and two Old-Nubian manuscripts, ed. A. Bausi, Verzeichnis der Orientalischen Handschriften in Deutschland, 21/7 (Stuttgart: Franz Steiner Verlag, 2014).
- Marrassini, P. 2014. Storia e leggenda dell’Etiopia tardoantica: Le iscrizioni reali aksumite, ed. P. Marrassini, Testi del Vicino Oriente antico, 9, Letteratura etiopica, 1 (Brescia: Paideia Editrice, 2014).
- Uhlig, S., D. Appleyard, A. Bausi, W. Hahn, y S. Kaplan, eds, 2017. Ethiopia. History, Culture and Challenges, Afrikanische Studien / African Studies, 58 (Berlin - Münster - Wien - Zürich - London: LIT Verlag and Michigan State University Press, 2017).
- Uhlig, S. and A. Bausi, eds, 2010. Encyclopaedia Aethiopica, IV (Wiesbaden: Harrassowitz, 2010).